# Nibugar długorogi
Nibugar długorogi (Berytinus clavipes) – gatunek pluskwiaków z podrzędu różnoskrzydłych i rodziny smukleńcowatych.

## Taksonomia
Gatunek ten opisany został po raz pierwszy w 1775 roku przez Johana Christiana Fabriciusa pod nazwą Cimex clavipes.

## Morfologia
Pluskwiak o silnie wydłużonym, żółtawobrązowo ubarwionym ciele długości od 6 do 9 mm. Głowa ma pomiędzy oczami złożonymi delikatnie owłosione i jednakowo jak reszta jej powierzchni ubarwione podłużne żeberka.  Na czole umieszczony jest stosunkowo duży wyrostek zaokrąglonego kształtu. Czułki pozbawione są długiego, odstającego owłosienia, nabrzmiałości na wierzchołku pierwszego członu mają jasne, nieodbiegające barwą od pozostałej jego części, zaś wierzchołek członu trzeciego i człon ostatni mają czarnego koloru. Półpokrywy charakteryzują się zwykle czarnym lub czarnobrązowym wierzchołkiem przykrywki i szarą zakrywką, czasem mającą ciemniejsze plamkowanie między żyłkami. Odnóża pozbawione są długiego, odstającego owłosienia, nabrzmiałości w odsiebnych częściach ud mają jasne i nieodbiegające barwą od pozostałych ich części, zaś końcowe człony ich stóp są brązowego koloru.

## Ekologia i występowanie
Owad ten zasiedla łąki, ogrody i murawy. Preferuje stanowiska o średniej wilgotności, rzadko obserwowany bywa w miejscach o glebie piaszczystej lub wapiennej. Żeruje na roślinach z rodziny bobowatych, przede wszystkim na rodzaju wilżyna (m.in. na wilżynie ciernistej i rozłogowej).
Gatunek palearktyczny, eurosyberyjski. W Europie wykazany został z Portugalii, Hiszpanii, Wielkiej Brytanii, Francji, Luksemburga, Belgii, Holandii, Niemiec, Danii, Szwecji, Norwegii, Austrii, Włoch, Finlandii, Estonii, Łotwy, Litwy, Polski, Białorusi, Ukrainy, Czech, Słowacji, Węgier, Słowenii, Chorwacji, Bośni i Hercegowiny, Serbii, Czarnogóry, Albanii, Macedonii Północnej, Rumunii, Mołdawii, Bułgarii, Grecji oraz europejskich części Turcji i Rosji. W Afryce Północnej znany jest z Algierii i Tunezji. W Azji występuje w Azerbejdżanie, Kazachstanie, Kirgistanie, Mongolii i na Syberii. W Polsce jest pospolity.